# Cook and chill
Il termine Cook and Chill nella ristorazione collettiva indica una tecnica cosiddetta di legame freddo che consiste nel raffreddamento rapido delle pietanze appena cotte per differirne il consumo dal momento della loro preparazione. Il cook and chill consente di conservare le pietanze per un periodo più lungo rispetto alle tecniche di legame caldo.
Dietro questa procedura apparentemente semplice si nasconde in realtà un nuovo modo di interpretare il lavoro in cucina che porta considerevoli vantaggi non solo produttivi ma anche igienico-sanitari.
Il processo può essere fatto con la tecnica del legame refrigerato oppure con la tecnica del legame surgelato (detto Cook and Freeze): in quest'ultimo caso occorre richiedere l'autorizzazione sanitaria all'ASL di competenza.

## Procedura
Esso si articola nelle seguenti fasi:
- Preparazione;
- Cottura;
- Raffreddamento rapido a temperatura positiva o negativa;
- Rigenerazione;
- Servizio.

L'abbattimento di temperatura per quanto riguarda la refrigerazione può avvenire attraverso un ciclo soft o hard.

## Vantaggi
Con l'adozione del sistema cook and chill si riscontrano molti vantaggi:
- Salubrità del prodotto: grazie all'abbattimento di temperatura molto veloce la proliferazione batterica compresa tra i +10 °C e i +65 °C viene ridotta al minimo;
- Razionalizzazione del lavoro: il lavoro può essere distribuito in modo uniforme nell'arco della settimana e durante il giorno per evitare i periodi di picchi e i periodi vuoti. Si può lavorare anche durante le ore pomeridiane. La lavorazione può avvenire anche per categorie di piatti;
- Economia di materie prime: si riducono gli sprechi e gli scarti delle materie prime. Utilizzando poi il sistema di surgelazione è possibile acquistare i prodotti nel periodo di massima produzione, quando costano meno e rendono di più;
- Ottimizzazione dell'uso delle attrezzature: è possibile utilizzare al meglio le attrezzature disponibili: minor numero di cicli di cottura con forni più pieni;
- Ampliamento del menù: è possibile aumentare le proposte gastronomiche.